# Cercanías Málaga
La red de Renfe Cercanías Málaga es un servicio de trenes interurbanos entre Málaga y parte de los municipios de la provincia de Málaga que forma parte de Renfe Cercanías. Esta red de cercanías es la más importante de Andalucía, con 16.066.000 de pasajeros en el año 2023. Comprende 70 km de vías férreas, dos líneas y 23 estaciones en servicio. 
El núcleo de cercanías de Málaga es uno de los más importantes desde el punto de vista económico de España por su número de viajeros. El servicio en estas líneas se realiza tanto en la C-1 como en la C-2  con unidades Civia. 
La Línea C-1 conecta Málaga capital con Fuengirola a lo largo de la costa, destacando las paradas en el Aeropuerto de Málaga-Costa del Sol, Torremolinos o Benalmádena, entre otras paradas intermedias. Actualmente la frecuencia de trenes de la línea de cercanías es cada 20 minutos. Aunque por la fuerte demanda de pasajeros, se está estudiando reducir la frecuencia a 15 minutos en un futuro cercano.
La Línea C-2 une Málaga capital con Álora, hacia el interior de la provincia, atravesando el Valle del Guadalhorce. Haciendo parada a su vez en otros municipios como Cártama o Pizarra.
Cabe señalar que es el único núcleo donde los horarios son iguales en el total de las líneas, ya sea el día laborable o festivo, y es el único núcleo de Andalucía donde no se habían introducido los trenes Civia hasta mayo de 2009, pero sí se introdujeron unidades S/446 en los años 1990, cosa que en las otras redes de Cercanías andaluzas no se hizo.

## Historia
La línea Málaga-Fuengirola era propiedad de la empresa Ferrocarriles de Málaga a Algeciras y Cádiz, de la que sólo se construyó este tramo que la compañía Ferrocarriles Suburbanos de Málaga explotó hasta 1934, pasando más adelante a ser administrada por el organismo de Explotación de Ferrocarriles por el Estado y por FEVE. Esta línea férrea, de vía estrecha y operada con automotor o locomotoras y remolques de automotor, fue clausurada el 21 de diciembre de 1970.
La actual línea de Cercanías Málaga-Fuengirola fue inaugurada en julio de 1975 por José Granados Cortés, entonces director-Jefe de Renfe en Málaga, que coordinaba los trabajos del equipo de ingenieros que participó en las obras.

## Líneas
La red se compone de dos líneas que parten del tramo común formado por las estaciones urbanas de Málaga Centro-Alameda, Málaga-María Zambrano y Victoria Kent.

### Línea C-1
Con origen en la Estación de Málaga-Centro-Alameda se dirige hacia el Aeropuerto de Málaga-Costa del Sol y la parte suroeste de la Costa del Sol hasta llegar a Fuengirola. La línea es de vía única y con algunos tramos dobles, está electrificada y su frecuencia es de un tren cada 20 minutos.

| Málaga - Aeropuerto - Fuengirola |
| Málaga-Centro-Alameda · Málaga-María Zambrano · Victoria Kent · Guadalhorce · Aeropuerto · Plaza Mayor · Los Álamos · La Colina · Torremolinos · Montemar-Alto · El Pinillo · Benalmádena-Arroyo de la Miel · Torremuelle · Carvajal · Torreblanca · Los Boliches · Fuengirola |

### Línea C-2
Con origen en la estación de Estación de Málaga-Centro-Alameda se dirige hacia el norte por el valle del río Guadalhorce hasta Álora. Comparte la vía única electrificada con el tráfico de Renfe Media Distancia y grandes líneas de la línea ferroviaria Córdoba-Málaga. También posee un servicio especial con dos frecuencias al día hasta el Caminito del Rey Su intervalo de paso es de 60 min, -salvo algunos tramos horarios del día como horario valle- cuya cadencia de paso es de 120 minutos.

| Málaga - Álora |
| Málaga-Centro-Alameda · Málaga-María Zambrano · Victoria Kent · Los Prados · Campanillas · Cártama · Aljaima · Pizarra · Álora · Las Mellizas · El Chorro-Caminito del Rey |

## Intermodalidad

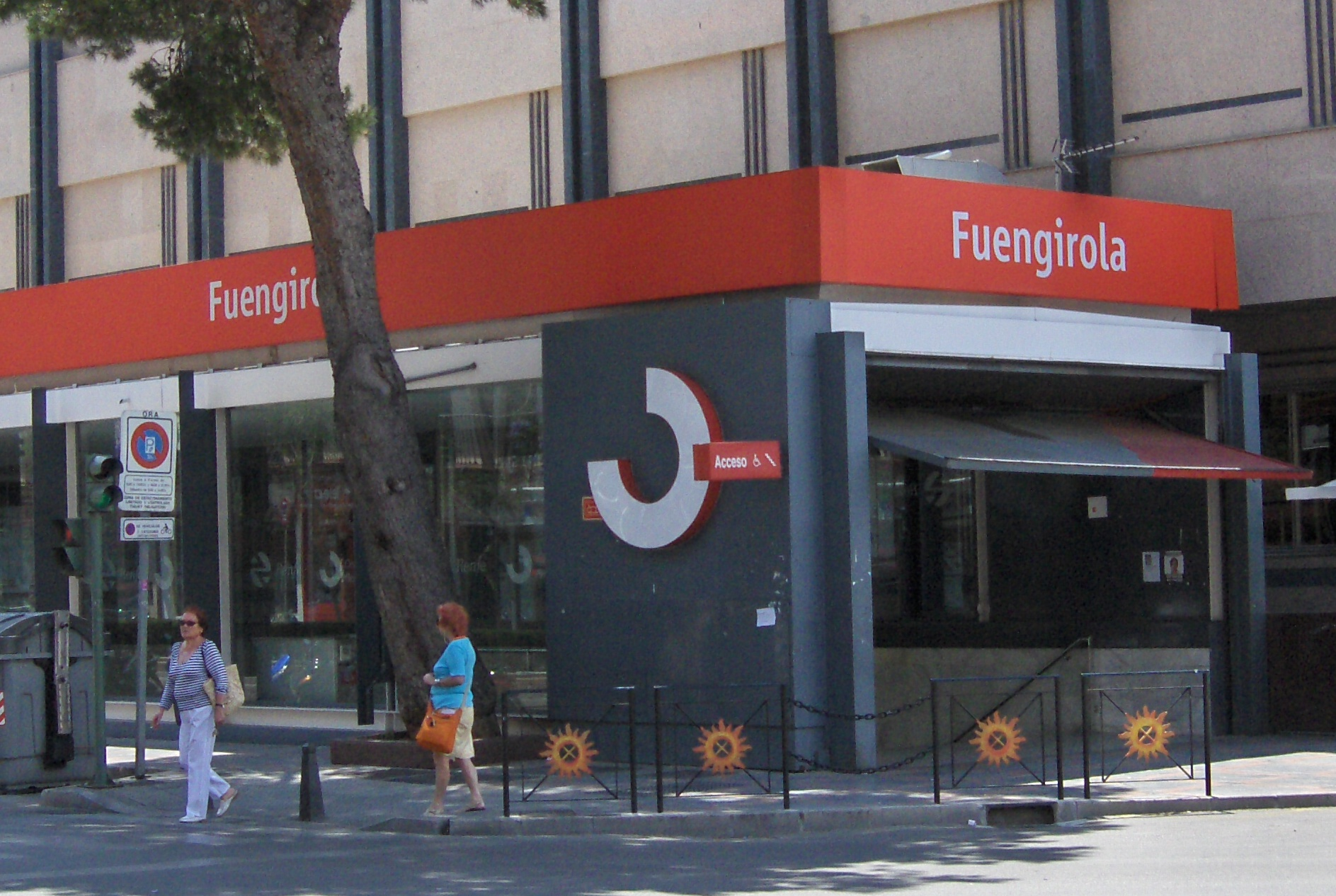
Estación de Fuengirola.

En la actualidad, se puede utilizar el Billete Único (tarjeta monedero del Consorcio de Transporte Metropolitano del Área de Málaga) como medio de pago en las máquinas autoventas ubicadas en las estaciones de las dos líneas de Cercanías. Esta tarjeta se puede utilizar además en los autobuses interurbanos del área metropolitana, así como los autobuses urbanos de Málaga (EMT), el Metro de Málaga y las dos líneas urbanas de autobús de Alhaurín de la Torre.

## Flota
La red de Cercanías Málaga ha utilizado varios modelos de trenes desde su apertura en 1975, a continuación, estos trenes quedan enumerados:
- S/440 (1975-1992).
- S/446 (1992-2008).
- Civia (2008-presente).

## Futuro de la red

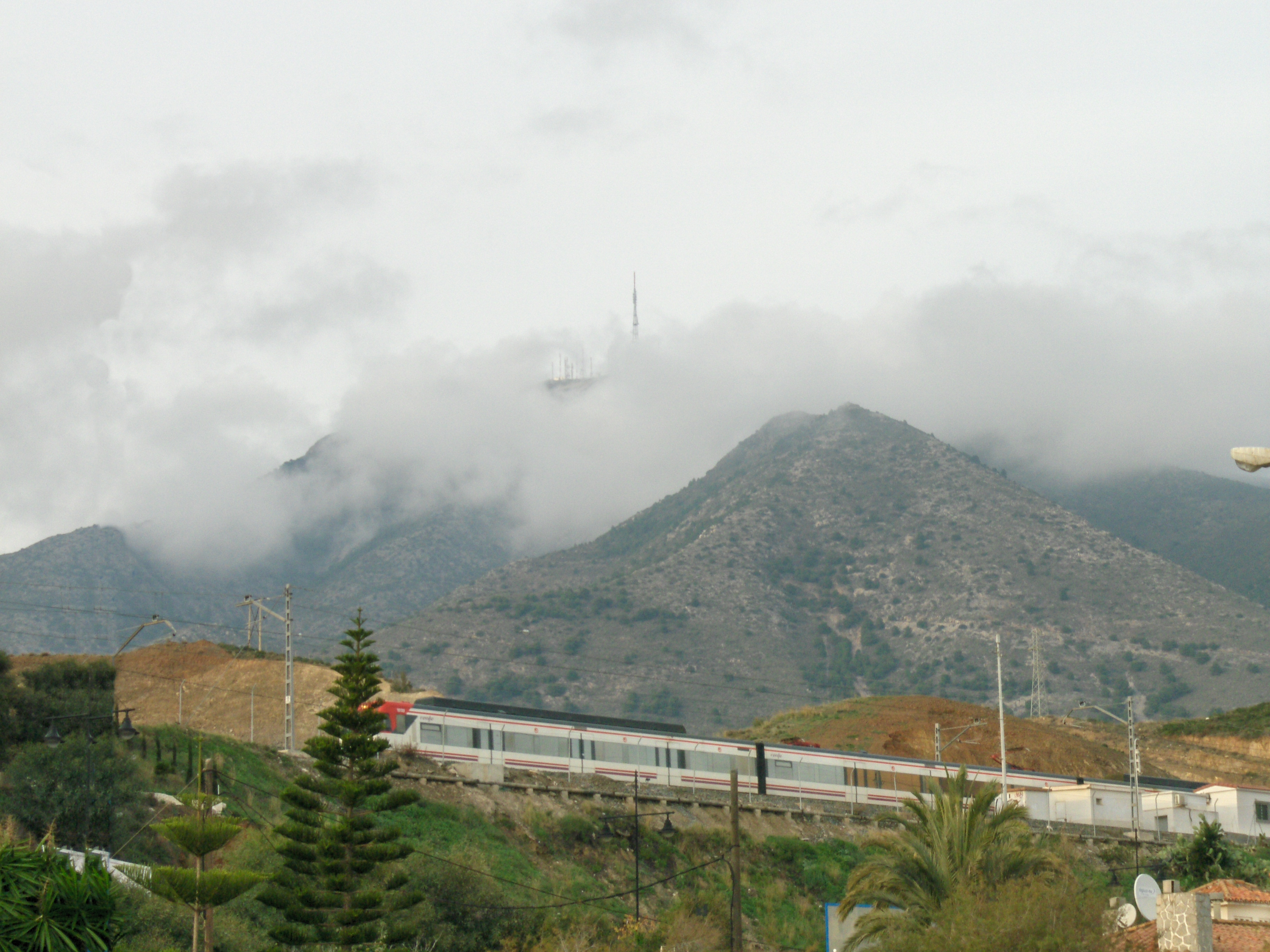
tren UT-446 a su paso por la sierra de Mijas

Está proyectada la prolongación de la línea C-1 en lo que se conoce como el Corredor de la Costa del Sol o Tren Litoral, para unir Málaga, Marbella y Estepona en la zona occidental de la Costa del Sol y con la zona oriental hasta Nerja. El proyecto Málaga-Marbella-Estepona no estaría listo antes de 2019, por lo que las primeras hipotéticas obras no empezarían antes de 2020.
Está en estudio la posibilidad de ampliación de la línea C-2 desde Álora hasta Fuente de Piedra, pasando por Las Mellizas, El Chorro y Bobadilla. Esta ampliación no sería tan costosa ya que se aprovecharía la línea ferroviaria de Media Distancia Sevilla-Málaga y atendería a los enclaves naturales y turísticos del Paraje Natural del Desfiladero de los Gaitanes y de la Reserva Natural de la Laguna de Fuente de Piedra. Actualmente, enclave en el que se encuentra el denominado como Caminito del Rey, una pasarela peatonal a lo largo del cañón, que en algunos tramos sobrevuela el río Guadalhorce a más de cien metros de altura.
En octubre de 2022, se anunció la llegada de la red de Cercanías Málaga a la estación de El Chorro-Caminito del Rey ampliando la línea C-2 desde la estación de Álora, siendo efectiva el 20 de marzo de 2023 cuando entraron en vigor los Presupuestos Generales del Estado.